# Mer Hayrenik’
Mer Hayrenik’ (in armeno Մեր Հայրենիք?, La nostra patria) è l'inno nazionale armeno.
Fu adottato il 1º luglio 1991, ed è basato sull'inno della Prima Repubblica di Armenia (1918–1920), ma con un testo differente.
Il testo di Mer Hayrenik’ deriva da "La canzone di una ragazza italiana" (in armeno Իտալացի աղջկա երգը, Italac’i aġǰka ergë), una poesia scritta da Mikayel Nalbandian nel 1861. La poesia è più nota con il suo incipit, Mer Hayrenik’ (La nostra patria). Nei primi anni del XX secolo, la musica fu composta da Barsegh Kanachyan. Successivamente, sia il testo che la musica furono adottati come inno nazionale della Prima Repubblica di Armenia, che esistette brevemente dal 1918 al 1920.
L’Armata Rossa invase l’Armenia nel novembre 1920, nonostante il Trattato di Sèvres – che garantiva al Paese il riconoscimento internazionale come Stato sovrano – fosse stato firmato solo tre mesi prima. Nel 1922, venne assorbita nella Repubblica Socialista Federativa Sovietica Transcaucasica (TSFSR), insieme all'Azerbaigian e alla Georgia, e la TSFSR divenne successivamente parte dell'Unione Sovietica alla fine dello stesso anno. Come simbolo inconfondibile del nazionalismo armeno, Mer Hayrenik’ fu messa al bando dalle autorità bolsceviche. Al suo posto, dal 1944 in poi, venne utilizzato l'inno della Repubblica Socialista Sovietica Armena. Per questo motivo, Mer Hayrenik’ assunse un nuovo status come canzone di protesta contro il dominio sovietico durante questo periodo.
Mer Hayrenik’ fu reintegrata come inno nazionale dell'Armenia il 1° luglio 1991. Il testo non è identico alla versione del 1918, tuttavia, perché molte delle parole sono state modificate.

## Testi

### Testo originale
| Testo originale in armeno | Traslitterazione in alfabeto latino | Trascrizione AFI |
| Մեր Հայրենիք, ազատ անկախ, Որ ապրել է դարե դար Իր որդիքը արդ կանչում են Ազատ, անկախ Հայաստան։ Ահա եղբայր քեզ մի դրոշ, Զոր իմ ձեռքով գործեցի Գիշերները ես քուն չեղա, Արտասուքով լվացի։ Նայիր նրան երեք գույնով, Նվիրական մեկ նշան Թող փողփողի թշնամու դեմ Թող միշտ պանծա Հայաստան։ Ամենայն տեղ մահը մի է Մարդ մի անգամ պի՛տ մեռնի, Բայց երանի՝ որ յուր ազգի Ազատության կզոհվի: | Mer Hayrenik’, azat ankax, Or aprel ē dare dar Ir ordik’ë ard kančowm en Azat, ankax Hayastan. Aha eġbayr k’ez mi droš, Zor im jeṙk’ov gorçec’i Gišernerë es k’own čeġa, Artasowk’ov lvac’i. Nayir nran erek’ gowynov, Nvirakan mek nšan T’oġ p’oġp’oġi t’šnamow dem T’oġ mišt pança Hayastan. Amenayn teġ mahë mi ē Mard mi angam pi՛t meṙni, Bayc’ erani՝ or yowr azgi Azatowt’yan kzohvi. | [mɛɹ hɑjɾɛnikʰ ǀ ɑzɑt ɑnkɑχ ǀ] [voɹ ɑpɾɛl ɛ dɑɾɛ dɑɹ] [iɹ voɾdikʰə ɑɾd kɑnt͡ʃʰum ɛn] [ɑzɑt ǀ ɑnkɑχ hɑjɑstɑn ‖] [ɑhɑ jɛʁbɑjɹ kʰɛz mi dəɾoʃ ǀ] [zoɹ im d͡zɛrkʰov goɾt͡sˀɛt͡sʰi] [giʃɛɾnɛɾə jɛs kʰun t͡ʃʰɛʁɑ ǀ] [ɑɾtɑsukʰov ləvɑt͡sʰi ‖] [nɑjiɹ nəɾɑn jɛɾɛkʰ gujnov ǀ] [nəviɾɑkɑn mɛk nəʃɑn] [tʰoʁ pʰoʁpʰoʁi tʰəʃnɑmu dɛm] [tʰoʁ miʃt pɑnt͡sˀɑ hɑjɑstɑn ‖] [ɑmɛnɑjn tɛʁ mɑhə mi ɛ] [mɑɾd mi ɑngɑm pit mɛrni ǀ] [bɑjt͡sʰ jɛɾɑni ǀ voɹ juɹ ɑzgi] [ɑzɑtutʰjɑn kəzohvi ‖] |

### Traduzione in italiano
La nostra patria, libera e indipendente,

Che ha vissuto secolo dopo secolo,

I suoi figli chiedono

un'Armenia libera e indipendente.

I suoi figli chiedono

un'Armenia libera e indipendente.
Venite fratelli, per voi c'è una bandiera,

che ho fatto con le mie mani

Nelle notti in cui non ho dormito

l'ho lavata con le lacrime

Nelle notti in cui non ho dormito

l'ho lavata con le lacrime
Guardatela, tre colori

è il nostro simbolo.

Lasciate che brilli contro il nemico.

Lasciate che l'Armenia sia sempre gloriosa.

Lasciate che brilli contro il nemico.

Lasciate che l'Armenia sia sempre gloriosa.
Ovunque la morte è la medesima

Ognuno muore una sola volta

Ma è fortunato colui

che si sacrifica per la propria nazione.

Ma è fortunato colui

che si sacrifica per la propria nazione.

## Versioni e arrangiamenti musicali
L'inno nazionale armeno Mer Hayrenik ha ispirato numerosi arrangiamenti e rielaborazioni musicali nel corso del tempo.
Tra questi si annoverano adattamenti per ensemble orchestrali e bande da concerto realizzati da compositori come Colin Kirkpatrick, Keith Terrett, e Sam Bateman, autore di una versione per quartetto di sassofoni.
Nel 2018, il violista italiano Marco Misciagna ha composto un brano originale per viola sola intitolato Introduzione e Variazioni sul tema "Mer Hayrenik", basato sul tema dell'inno nazionale. Il brano è stato eseguito per la prima volta dallo stesso Misciagna presso la Komitas Chamber Music House di Yerevan.
Esistono inoltre trascrizioni dell'inno per strumenti solisti, come versioni semplificate per pianoforte, e adattamenti vocali o corali, spesso eseguiti in contesti commemorativi o istituzionali.